# Xiaomi Redmi Note 8
Xiaomi Redmi Note 8 — обновлённый смартфон компании Xiaomi, имеющий четыре модификации: Note 8 2021, Note 8, Note 8T и Note 8 Pro.

## Экран
В отличие от Redmi Note 8, в Pro версии диагональ экрана выросла до 6,53 дюйма, а плотность пикселей снизилась несущественно, до 395 ppi. В остальном же, это та же самая матрица, кроме физических размеров никаких других различий нет.
Redmi Note 8/8T оснащён дисплеем с IPS матрицей, обладающей хорошими углами обзора. Диагональ экрана 6,3 дюйма, соотношение сторон 19,5:9, а разрешение составляет 1080 x 2340 пикселей при плотности 409 ppi. Экран может распознавать до 10 одновременных касаний. Ширина рамок заметно уменьшилась по сравнению с Redmi Note 7 и составляет 2,5 мм, отступ снизу — 5 мм, сверху — 3 мм. Экран теперь занимает целых 91,4 % площади передней панели.

## Защита
Смартфон имеет защиту от пыли и конденсата по стандарту IP52, что соответствует частичной защиты от пыли, конденсата под углом до 30 градусов. Как спереди так и с тыльной стороны аппарат защищён закалённым стеклом Gorilla Glass 5. Как заявляет производитель, Redmi Note 8 Pro имеет улучшенную стойкость к износу и падениям.

## Технические характеристики
По сравнению с Redmi Note 7 производитель значительно улучшил вычислительную составляющую смартфона. Теперь в качестве чипсета для Redmi Note 8 Pro выступает MediaTek Helio G90T, выполненный по 12 нанометровому техпроцессу. Процессор имеет 8 ядер, 2 из которых — Cortex-A76 с тактовой частотой до 2,05 ГГц, и остальные 6 — это Cortex-A55 по 2 ГГц. В Redmi Note 8/8T установлен Snapdragon 665 по сравнению с 660 который стоит в Redmi Note 7 был уменьшен техпроцесс(11 нм в 665, 14 нм в 660), и также понижена частота с 2200 МГц до 2000 МГц. В качестве видеоускорителя установлен видеопроцессор Mali-G76MC4 на 16 ядер. В Redmi Note 8/8Т в качестве видеоускорителя выступает Adreno 610(в Redmi Note 7 Adreno 512).
В версии Redmi Note 8 2021 установлен MediaTek Helio G85.
Несмотря на скептицизм пользователей в отношении чипсета MediaTek (хромая оптимизация половины приложений и игр в Play Market, а в некоторых случаях — полное отсутствие оптимизации; сложность перепрошивки и вероятность окирпичивания; крайне редко, но могут не работать те приложения, которые работают на чипсете от Qualcomm), в данном смартфоне установлен новейший игровой чип, оборудованный системой жидкостного охлаждения с медной трубкой. По производительности в синтетических тестах Helio G90T обходит чипсет Qualcomm Snapdragon 730.
Redmi Note 8 Pro и Note 8T, в отличие от Note 8 имеют модуль NFC, что является одним из преимуществ данных модификации.
В отличие от Redmi Note 8 и Redmi Note 8 Pro, У Redmi Note 8T отсутствует индикатор уведомлений.
В Redmi Note 8 Pro установлен аккумулятор на 4.500 мАч, что на 500 мАч больше, чем у Redmi Note 8/8Т. Оба смартфона поддерживают быструю зарядку на 18 Ватт (Quick Charge 4+), поддерживает эту мощность только комплектный адаптер Pro-версии, в комплекте с простым Redmi Note 8 идёт лишь 10 Вт адаптер. Так же Redmi Note 8 Pro поддерживает зарядку в 27 Ватт через адаптер Xiaomi MDY-10-EH
Из других особенностей смартфона можно выделить наличие 3,5 мм аудио разъёма, наличие инфракрасного порта и сканер отпечатков пальцев на тыльной стороне корпуса.

## Камера
Камеры у Redmi Note 8 Pro представлены четырьмя модулями:
- Основной сенсор: Samsung ISOCELL Bright GW1 64 Мп, f/1.8, 1/1.7", 0.8 микрон, PDAF, технологии tetracell и 3D HDR;
- Широкоугольный сенсор: 8 Мп, f/2.2, 13 мм (120 градусов), 1/4", 1.12 микрон;
- Макро камера: 2 Мп, f/2.4, 1/5м", 1.75 микрон;
- Сенсор глубины сцены: 2 Мп, f/2.4, 1/5", 1.75 микрон.

Redmi Note 8 Pro стал первым серийным смартфоном, в котором установлена камера с разрешением 64 мегапикселя.
Видео смартфон может записывать при качестве 2160p на 30fps либо при 1080p на 30/60/fps с EIS.